# 沙尔姆 (科多尔省)
沙尔姆（法語：Charmes，法語發音：[ʃaʁm] ⓘ）是法国科多尔省的一个市镇，属于第戎区。

## 地理
沙尔姆（47°22'35"N, 5°20'47"E）面积6.53 平方千米，位于法国勃艮第-弗朗什-孔泰大區科多尔省，该省份为法国中东部省份，北起奥布省，西接涅夫勒省和约讷省，南至索恩-卢瓦尔省，东南接汝拉省，东临上索恩省，东北部与上马恩省接壤。
与沙尔姆接壤的市镇（或旧市镇、城区）包括：贝兹河畔米尔博、贝祖奥特、舍日、屈斯雷、马朗德伊、蒙芒松。

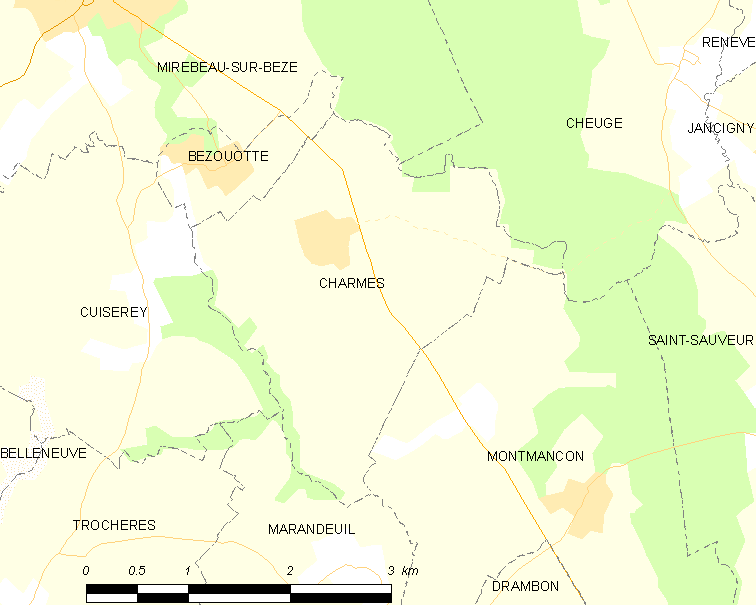
的OSM定位图

沙尔姆的时区为UTC+01:00、UTC+02:00（夏令时）。

## 行政
沙尔姆的邮政编码为21310，INSEE市镇编码为21146。

## 政治
沙尔姆所属的省级选区为圣阿波利奈尔县。

## 人口

1962-2008年间人口变化图示

沙尔姆于2022年1月1日时的人口数量为119人。